# City College (Tranvía de San Diego)
Para la estación de la Línea de la Séptima Avenida-Broadway del Metro de Nueva York, véase: Calle 137–City College.
City College es una estación del Tranvía de San Diego ubicada en el Centro de San Diego, California de las líneas Azul y Naranja. La siguiente estación sur es Park & Market de las líneas Naranja y azul, y la siguiente estación Norte es 5.ª Avenida de ambas líneas. Esta estación se encuentra en la zona de paga del centro de la ciudad de San Diego. La estación se encuentra en el extremo oriental de la línea naranja del corredor de la Calle C, también la estación de City College es la parada principal para los estudiantes que van hacia el San Diego City College y los estudiantes de la Preparatoria San Diego. También es un punto de transferencia de autobuses de Park Blvd. hacia el parque Balboa y el Zoológico de San Diego. Varios proyectos comerciales y torres de condominios están construyéndose en los alrededores de esta intersección.

## Historia
- A principios del 2004 el proyecto Smart Corner iniciaba su construcción a un costo de $128.5, localizado entre Park Bulevar, Eleven Avenue, C street y Broadway.[2]

- La estación del tranvía de San Diego está separada por una torre residencial de 19 pisos y un edificio de oficinas de 5 pisos, aunque el edificio cuenta con un estacionamiento subterráneo de cuatro niveles, aunque sólo es usado por los residentes de Smart Corner.

- El 27 de junio de 2007 la nueva estación City College del tranvía de San Diego en Park Boulevard y C Street y la estación temporaria localizada entre Tenth Avenue e Eleven Avenue fueron cerradas para poder seguir con la construcción de la nueva torre.

- La estación de City College está integrada a la torre en el nivel inferior ya que cuenta con restaurantes de comida rápida, como Subway,  Pizza Hut entre otros.

## Conexiones
Esta estación está conectada con los siguientes autobuses del Sistema de Tránsito Metropolitano de San Diego 2, 5, 7, 15, 20,  30, 210, 929 y 992.